# Oncideres scitula
Oncideres scitula là một loài bọ cánh cứng trong họ Cerambycidae.